# Kasteel Sterbos

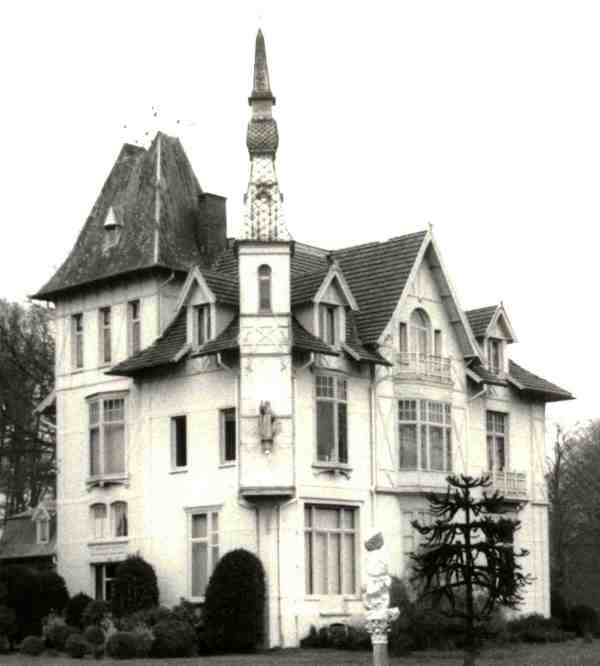
Kasteel Sterbos

Kasteel Sterbos is een kasteel in de Antwerpse plaats Wuustwezel, gelegen aan Sterbos 1-3,4.

## Geschiedenis
In 1858-1867 werd het landgoed aangelegd in opdracht van Louis Laurent Delehaye. Op een domein van 425 ha werden ontginningen uitgevoerd ten behoeve van een modelboerenbedrijf. In 1877 liet zijn zoon een kasteeltje bouwen, maar dit werd gesloopt en in 1898 werd een nieuw kasteeltje gebouwd dat in 1906 nog werd vergroot.
Het geheel ligt in een sterrenbos.

## Gebouw
Via een hardstenen toegangspoort aan de Nieuwmoerseweg en een dreef wordt het kasteel bereikt, dat in cottagestijl werd uitgevoerd. Dit kasteeltje is voorzien van een rank erkertorentje.
Nabij het kasteel ligt een boerderij, een woonstalhuis en een voormalig zuivelbedrijfje.